# Контадо
Контадо(італ. contado) — в середньовічній Італії (іноді термін поширюється на інші держави Європи) переважно сільська місцевість навколо міста (зазвичай міста-держави), яка підконтрольна йому юридично і економічно.

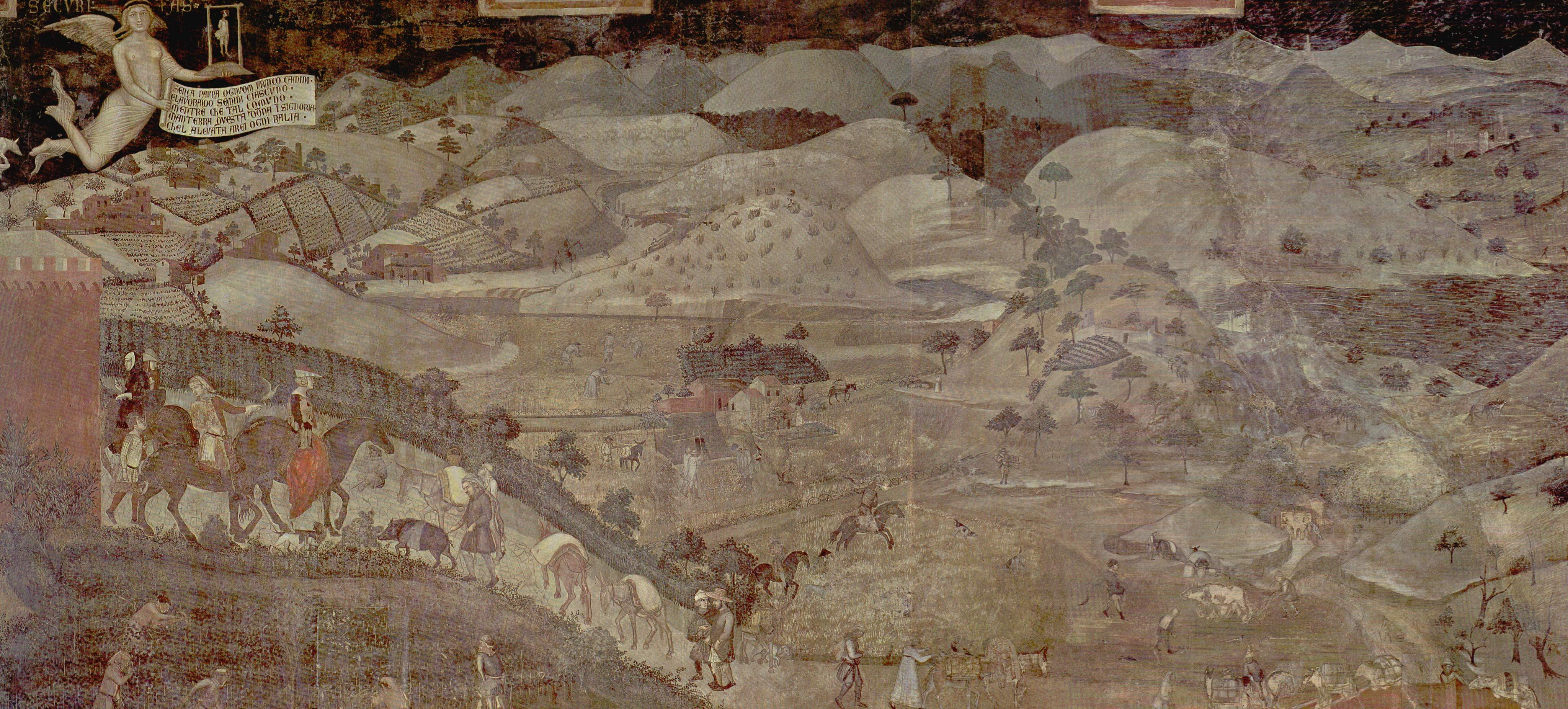
Сієнське контадо на малюнку Амброджо Лоренцетті

Приклади міст-республік, навколо яких знаходились контадо:
- Пізанська республіка
- Сієнська республіка
- Флорентійська республіка
- Генуезька республіка